# Znaménskoie (Sverdlovsk)
|  | Per a altres significats, vegeu «Znaménskoie». |

Znaménskoie (en rus: Знаменское) és un poble de l'óblast de Sverdlovsk, a Rússia, segons el cens del 2010 tenia 1.427 habitants.